# Narcomedusae
Narcomedusae is een orde van neteldieren uit de klasse Hydrozoa (hydroïdpoliepen).

## Families
- Aeginidae Gegenbaur, 1857
- Csiromedusidae Gershwin & Zeidler, 2010
- Cuninidae Bigelow, 1913
- Solmarisidae Haeckel, 1879
- Tetraplatidae Collins et al., 2008